# 3181 Ahnert
3181 Ahnert eller 1964 EC är en asteroid i huvudbältet som upptäcktes den 8 mars 1964 av den tyske astronomen Freimut Börngen vid Tautenburg-observatoriet. Den har fått sitt namn efter den tyske astronomen Paul O. Ahnert.
Asteroiden har en diameter på ungefär 7 kilometer och den tillhör asteroidgruppen Flora.